# Ичинское городище
Ичинское городище (Ичское, Алтуховское) — городище раннего железного века (VIII век н. э., то есть около столетия до Рюрика), которое просуществовало вплоть до 13-го столетия. Создано прибалтийскими племенами-переселенцами, которые в древнерусских летописях именовались «голядь» (искажённое от «галинды», регион Восточной Пруссии). Расположено в 2-х км на северо-запад от села Алтухово (Жуковский район Калужской области) в живописной местности на левом берегу реки Ича, правого притока Протвы. Когда-то Ича была полноводной рекой с чистой, прозрачной водой. В настоящее время река обмелела.
Городище вытянуто с севера на юг в пойме реки, где Ича делает петлю, огибая древнее поселение с трёх сторон. В далекие времена излучина реки служила естественной преградой для защиты жителей городища от набегов соседних племён. Северная часть городища является продолжением высокого и крутого левого берега реки, густо поросшего смешанным лесом. Длина — более 100 метров, ширина — 56, высота достигает 30 метров. С правой стороны оно ограничено большим рвом (глуб. до 2 м) и насыпным валом (выс. до 3 м). Здесь же имеется проход, который, очевидно, был когда-то оборудован входными воротами.
В 1924 группа археологов под руководством К. Я. Виноградова произвела первые раскопки, которые неоднократно продолжались и позднее. Культурный слой от 0,15 м (в центре) до 1,5 м (но краям площадки). Керамика дьяковской культуры (сетчатая и гладкостенная), лепная, близкая роменской, гончарная, фрагменты бронзовых украшений.
В последние годы памятник активно стал подвергаться разграблению чёрными копателями, повсеместно покрывшими его ямами. Вездесущие джипперы также облюбовали эти заповедные места, накатав колею даже на сам памятник.